# Národní muzeum dekorativního umění
Národní muzeum dekorativního umění (španělsky Museo Nacional de Arte Decorativo) je muzeum užitého umění v argentinském Buenos Aires, které vystavuje rovněž menší sbírku cenných obrazů a soch. Nachází se v bývalé vile rodiny Errázurizů Palacio Errázuriz z roku 1916, kterou navrhl architekt René Sergent. Rodina Errázurizů dům a sbírky v něm obsažené po smrti paní domu Josefiny de Alvear de Errázuriz věnovala argentinskému státu a roku 1937 zde bylo otevřeno muzeum. Sbírky čítají asi 4000 předmětů. Autory maleb jsou mimo jiné El Greco, Jean Honoré Fragonard a Édouard Manet, mezi sochami jsou i antické kusy a Rodinova díla, dále je zde k vidění východoasijské umění, tapiserie, porcelán, nábytek z 18. století a sbírka miniatur.

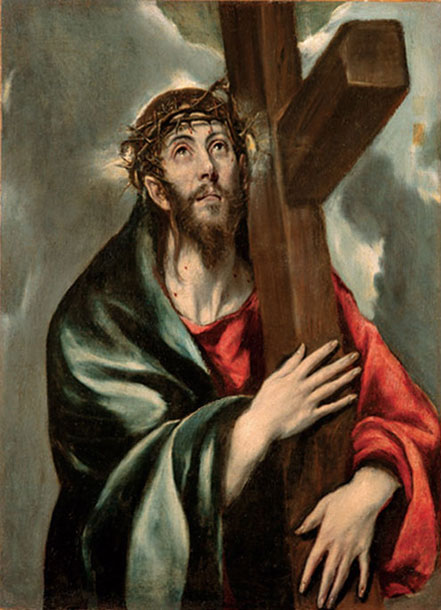
El Greco, Ježíš nesoucí kříž
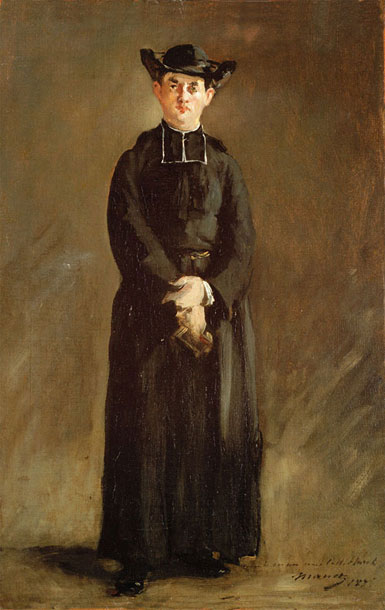
Édouard Manet, Abbé Hurel
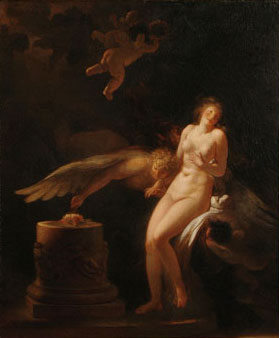
Jean-Honoré Fragonard, Oběť růže
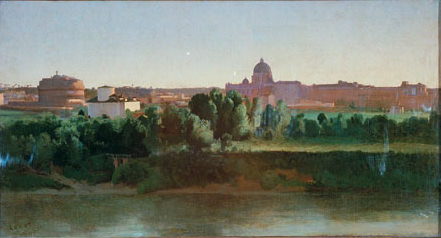
Jean Baptiste Camille Corot, Andělský hrad
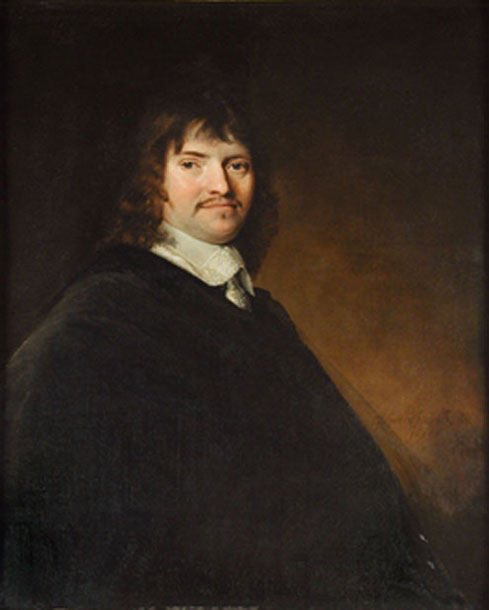
Johannes Cornelisz Verspronck, Portrét muže
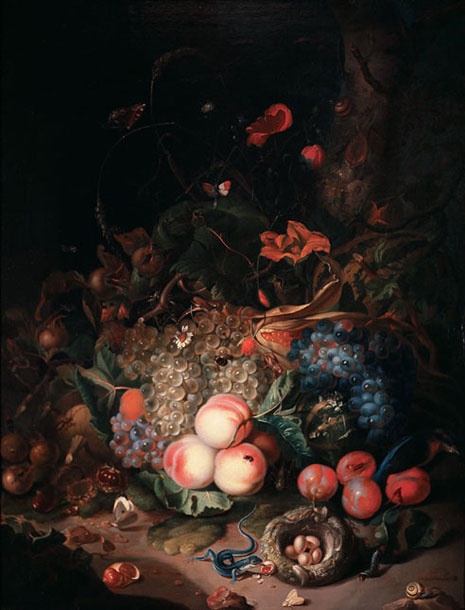
Rachel Ruyschová, Zátiší
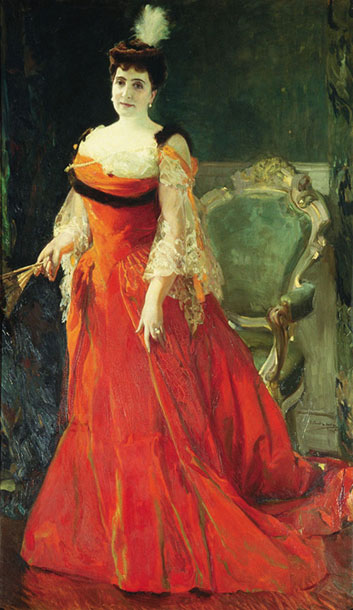
Joaquín Sorolla, Josefina de Alvear de Errázuriz
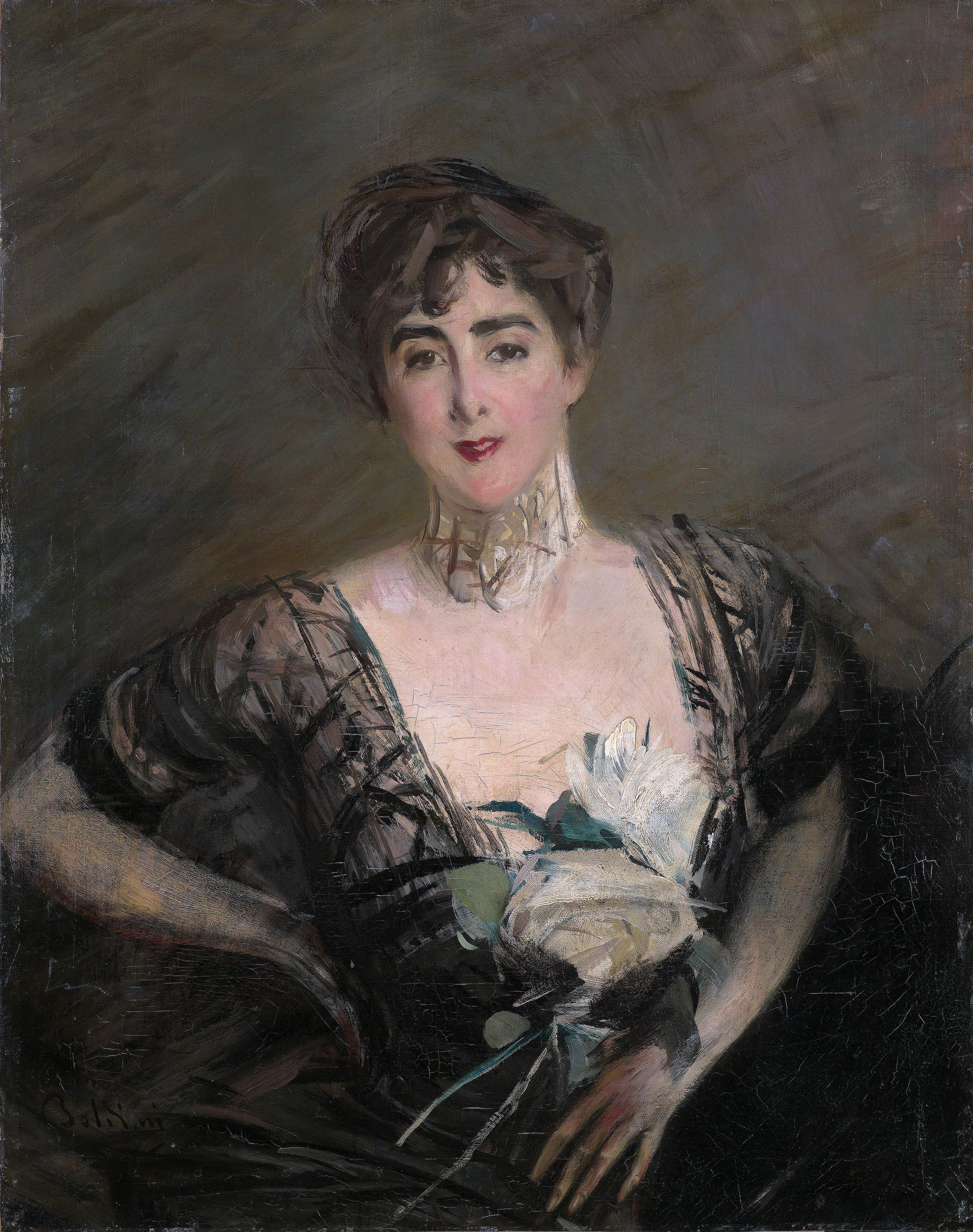
Giovanni Boldini, Josefina de Alvear de Errázuriz